# Shima-chang
shima-chang（しまちゃん、本名：武内志磨、6月26日 - ）は、兵庫県明石市出身のロックベーシスト・歌手である。女性。すかんちのベーシストとして知られる。

## 略歴
- 1990年、バンドすかんちでデビュー。
- 1996年、すかんち解散。
- 2005年、「町田康グループ」に参加。
- 2006年、2日限定「すかんち」再結成に参加。
- 2007年、再結成後2度目のライブツアーが行われた。
- 「ロケット弾」結成。
- 2009年11月、自宅マンションの階段で転倒。頭部を強打し、脳挫傷、脳内出血の重傷を負った。命は取り留めたが、重度の障害が残る。都内の病院に入院した後、実家のある大阪の病院に転院。
- 2010年
  - 6月退院。再び上京。車いす生活を送りながらリハビリを行った。
  - 12月、見舞金集めを兼ねた「すかんち」ライブツアーが行われた。
- 2013年2月9日、渋谷公会堂で行われた「すかんち」30周年記念ツアーのファイナル公演に登場し、歌声を披露[1]。

## 馬並
- 井垣宏章（Vo&G）Unlimited Broadcastのメンバー
- shima-chang（Ba）
- ナカジマノブ（Ds） 人間椅子のメンバー

## ロケット弾
- Shima-Chang（Vo&G）
- 砂川正光（Vo&G）
- ヤマモトテツヤ（アコーディオン）

## Funny Honey
- mmking（Vo&G）
- shima-chang（B&Vo）
- 山口テツ（Ds）

## 舞台
- Rock To The Future D・LIVE ORIGINAL COMPILATION[2]